# Булье, Эрик
Эрик Булье (фр. Éric René Boullier; 9 ноября 1973, Лаваль, Франция) — французский гоночный инженер и менеджер, с 2010 года до января 2014 года руководитель команды Формулы-1 Lotus F1 Team, с февраля 2014 года по июль 2018 года гоночный директор команды McLaren, вице-президент Ассоциации команд Формулы-1 (FOTA).
По образованию — инженер в области аэрокосмических технологий.

## Карьера
В 1999 году Булье окончил Политехнический институт прикладных наук.
С 2002 года — главный инженер в испанской автогоночной команде Racing Engineering, принимавшей участие в Мировой серии Ниссан. В 2003 году перешёл во французскую гоночную команду DAMS, присутствующую в нескольких видах автоспорта. В команде Булье выполнял функции руководителя и технического директора.
В конце 2008 года стал одним из руководителей компании Gravity Sport Management, где отвечал за карьеру многих молодых пилотов, в том числе Хопинь Туна и Жерома Д’Амброзио.
После сезона 2009 года команда Формулы-1 «Рено» была куплена инвестиционным фондом Genii Capital. Эрик Булье был приглашён на место вынужденного уйти Флавио Бриаторе, несмотря на то, что никогда раньше не работал в командах Формулы-1.
В феврале 2014 получил назначение на должность гоночного директора McLaren F1, где заменил Мартина Уитмарша. 4 июля 2018 года Эрик Булье подал в отставку и покинул свой пост.